# HMS Quorn (L66)
«Кворн» (L66) (англ. HMS Quorn (L66) — військовий корабель, ескортний міноносець типу «Хант» «I» підтипу Королівського військово-морського флоту Великої Британії за часів Другої світової війни.
«Кворн» закладений 26 липня 1939 року на верфі компанії J. Samuel White у Коузі на острові Вайт. 27 березня 1940 року він був спущений на воду, а 21 вересня 1940 року увійшов до складу Королівських ВМС Великої Британії.
Ескортний міноносець «Кворн» брав участь у бойових діях на морі в Другій світовій війні, бився у Північній Атлантиці, супроводжував транспортні конвої союзників.
За проявлену мужність та стійкість у боях бойовий корабель заохочений трьома бойовими відзнаками.

## Історія служби
Після введення до строю «Кворн» увійшов до 21-ї флотилії есмінців, що базувалися у Гаріджі. Флотилія виконувала завдання щодо захисту конвоїв, протикорабельного і протичовнового патрулювання навколишніх вод. У квітні 1941 року «Кворн» була поверхнево пошкоджений унаслідок вибуху двох мін повільної дії, які вибухнули за 20 метрів від його лівого борту.
У серпні 1941 року в ході переходу з Гаріджа до Чатема, «Кворн» вдруге підірвався на міні, що вибухнула у 40 метрах від її лівої носової частини. Корабель відремонтували на верфі Чатема.
У червні 1944 року «Кворн» входив до сил супроводження конвоїв з особовим складом під час операції «Нептун», забезпечуючи висадку морського десанту в Нормандії. 3 серпня корабель був уражений німецькою людино-торпедою Neger, керовану оберфернсшрайбмайстром Гербертом Беррером. «Кворн» став жертвою комплексної атаки німців на британські кораблі, із застосуванням катерів типу S-boot, вибуховими катерами типу Linse, людино-торпедами та низько літаючими літаками. Ті, хто вижив під час першого нападу, провели у воді до восьми годин, перш ніж були врятовані, і багато з них загинули. Загалом 130 членів екіпажу загинули.